# 厄加勒斯国家公园
厄加勒斯国家公园是南非国家公园之一，位于西开普南奥弗贝格地区的厄加勒斯角平原上，距开普敦东南部约200千米。公园沿着甘斯拜和斯特瑞斯拜之间的海岸平原延伸，包含南非南端的厄加勒斯角。至2009年1月占地面积为20,959km²（51,790英亩）。

## 旅游景点

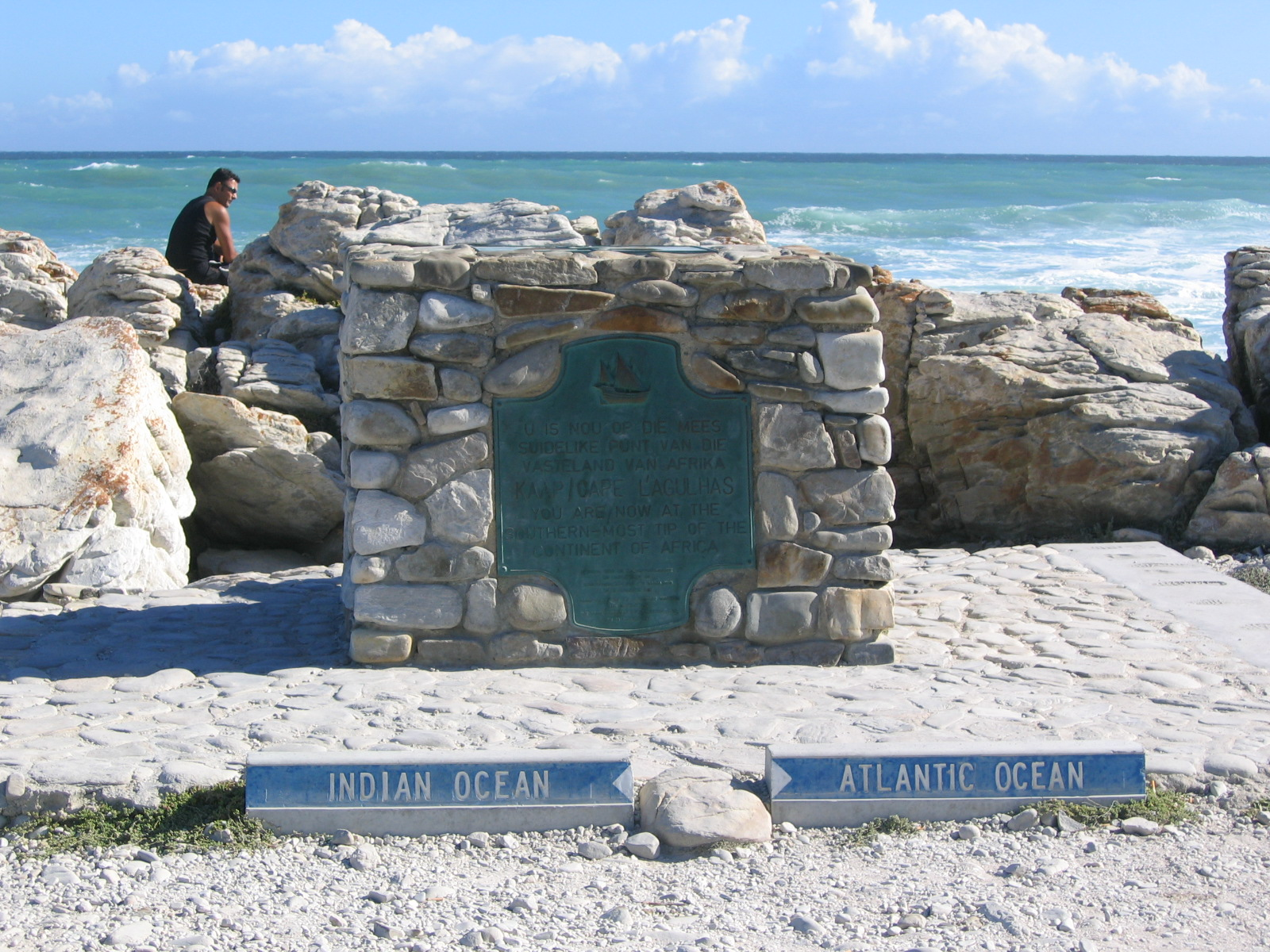
厄加勒斯角的石板

公园主要的旅游景点为厄加勒斯角，南非的最南端，也是大西洋和印度洋正式交汇点。附近时厄加勒斯灯塔，是南非第二古老的灯塔，在那还有一座小博物馆和茶室。
- 赏鲸的季节——11月到2月；
- 可观赏的动物包括南露脊鲸、非洲黑砺鹬、西非燕鸥、西非爪蟾。

## 延伸链接
- Agulhas National Park （页面存档备份，存于） at South African National Parks